# Diocèse de Włocławek
Le diocèse de Włocławek (en latin : Dioecesis Vladislaviensis, en polonais : Diecezja włocławska), anciennement « diocèse de Cujavie », est un diocèse de l'Église catholique romaine polonaise suffragant de l'archidiocèse de Gniezno. Le siège épiscopal est localisé à Włocławek.
Il a été érigé en 996. Depuis 2021, son évêque est Krzysztof Wętkowski (pl).

## Histoire
Fondé en 996, le diocèse a été soumis à l'archidiocèse de Gniezno créé par le duc Boleslas Ier de Pologne lors du congrès de Gniezno en l'an mil. 
Le nom de diocèse de Cujavie-Poméranie remonte au XIIe siècle.
Un séminaire à Włocławek a été fondé le 16 août 1569. Le siège épiscopal fut temporairement transféré à Kalisz et soumis à l'archidiocèse de Varsovie selon les dispositions de la bulle du pape Pie VII le 30 juin 1818. Renommé diocèse de Włocławek, l'évêché est revenu à la province ecclésiastique de Gniezno sur l'ordre du pape Pie XI le 28 octobre 1925.
Le 25 mars 1992, à la suite de la réorganisation des diocèses polonais voulue par le pape Jean-Paul II avec la bulle Totus tuus Poloniae populus, le diocèse cèda une partie de son territoire en faveur de l'érection de celui de Kalisz.
En 2004, la grande basilique du sanctuaire marial de Licheń Stary a été consacrée.
Le 23 mars de la même année, Włocławek céda 27 paroisses à l'archidiocèse de Gniezn.

## Églises importantes
- L'église Notre-Dame-de-l'Assomption est la cathédrale du diocèse et de la ville de Włocławek ;

- Basiliques mineures :

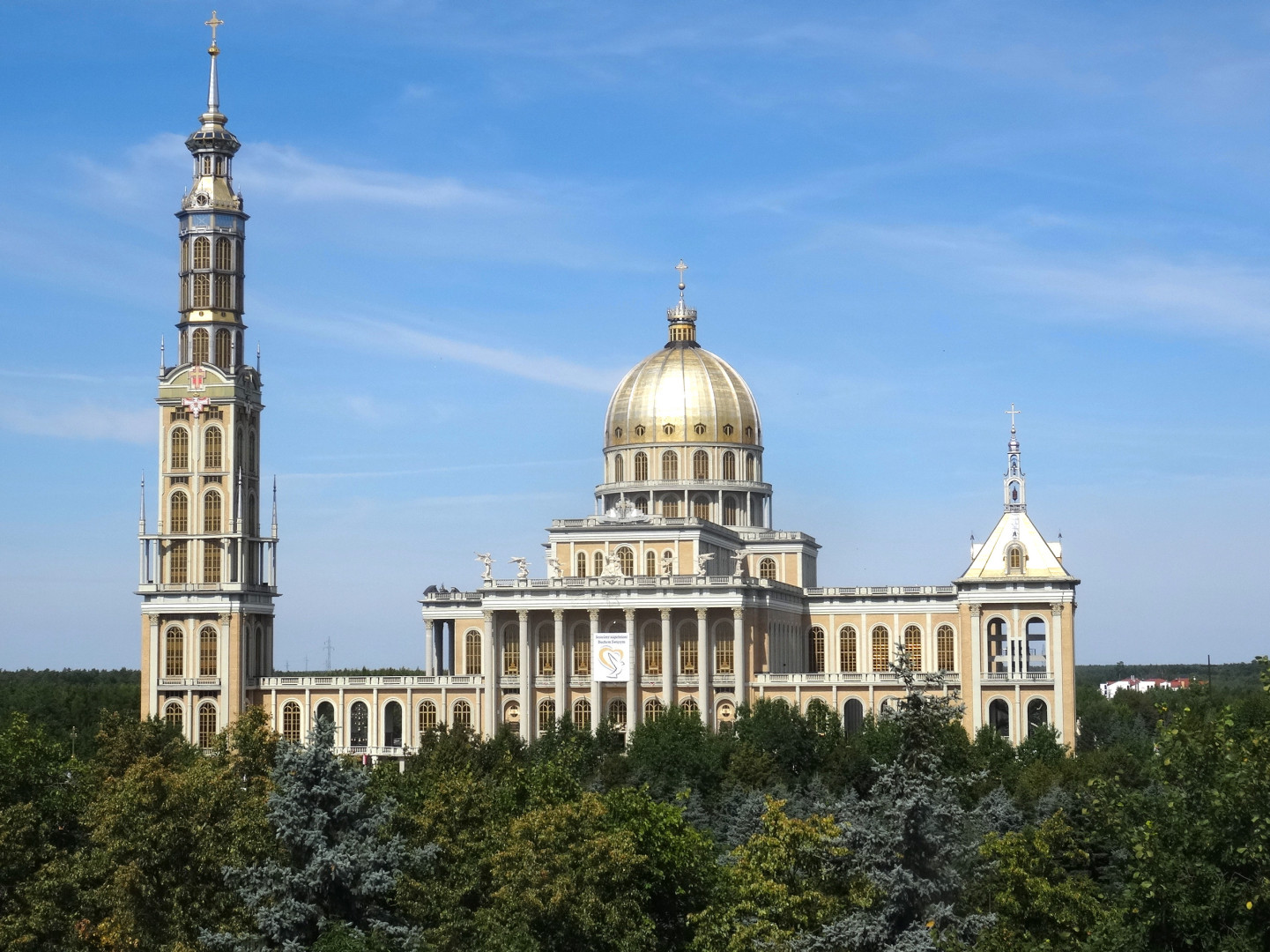
La basilique Notre-Dame de Licheń.

- - Basilique sanctuaire Notre-Dame-des-Douleurs, Reine-de-Pologne (en polonais : Sanktuarium Matki Bożej Bolesnej Królowej Polski), la plus grande église de Pologne achevée en 2004, située à Licheń Stary,
  - Basilique collégiale de Tous-les-Saints (en polonais : Bazylika kolegiacka Wszystkich Świętych), à Sieradz,
  - Basilique de l'Assomption-de-la-Bienheureuse-Vierge-Marie (en polonais : Bazylika Wniebowzięcia Najświętszej Maryi Panny w Zduńskiej Woli) à Zduńska Wola.

## Évêques de Cujavie puis de Włocławek

### Quelques évêques de Cujavie–Poméranie
- 1148 Warner
- 1161–1180 Onold
- 1187–1198 Stefan
- 1206–1212 Ogerius
- 1213–1220 Barta
- 1222–1252 Michał
- 1252–1275 Wolimir
- 1275–1283 Alberus (ou Albierz, ou Wojciech)
- 1283–1300 Wisław
- 1300–1323 Gerward
- 1324–1364 Maciej z Gołańczy
- 1364–1383 Zbylut Pałuka z Wąsosza
- (1383) Trojan
- 1384–1389 Jean Kropidło
- 1389–1398 Henri VIII de Legnica
- 1399–1402 Mikołaj Kurowski
- 1402–1421 Jean Kropidło
- 1421–1428 Jan Pella
- 1428–1433 Jan Szafraniec
- 1433–1449 Władysław Oporowski

### Évêques de Włocławek
- 1925–1927 Stanisław Zdzitowiecki
- 1927–1928 Władysław Krynicki
- 1928–1951 Karol Radoński
- 1951–1968 Antoni Pawłowski
- 1969–1986 Jan Zaręba
- 1987–1992 Henryk Muszyński, auparavant évêque auxiliaire de Chełmno et évêque titulaire de Villa Regis (de)
- 1992–2003 Bronisław Dembowski
- 2003-2021 Wiesław Mering (pl)
- Depuis 2021 Krzysztof Wętkowski (pl)

## Source
- (pl) Cet article est partiellement ou en totalité issu de l’article de Wikipédia en polonais intitulé « Biskupi włocławscy » (voir la liste des auteurs).

### Liens
- Site officiel
- Ressources relatives à la religion :   - Catholic Hierarchy
  - GCatholic.org
- Notices d'autorité :   - VIAF
  - LCCN
  - CiNii